# Chifa (restaurante)
Un chifa, o restaurante chifa, es un establecimiento comercial de comidas donde se expende cocina chifa originaria del Perú.

## Nombre
El origen del término «chifa» provendría de la combinación de los términos cantoneses «chi» y «fan» (煮飯), que significan, respectivamente «cocinar» y «arroz»; y compuesto «chi-fan» significa «cocinar». El término habría surgido en la década de 1930 entre los limeños al escuchar a los chinos utilizar la voz chifan como llamado para comer en las fondas que regentaban. Es así como la voz pasó a designar también a los restaurantes donde se servía este tipo de comida.

## Historia
En el siglo XIX empezó la gran migración de chinos a Perú, mayoritariamente desde las provincias de Cantón y Macao. Estos fueron insertándose en la sociedad, adaptándose a las costumbres, pero siempre mantuvieron su tradición culinaria. Conforme progresaban económicamente importaron de China los productos necesarios y sembraron sus propias verduras. De este modo, se puede hablar de una cocina chino-peruana, con rasgos que la distinguen de las demás culinarias de origen chino. El origen de los chifas estuvo en las fondas chinas que organizaban los culíes al obtener su libertad. Estos eran pequeños negocios de alojamiento y comida dirigidos a los sectores populares.

### Los primeros chifas

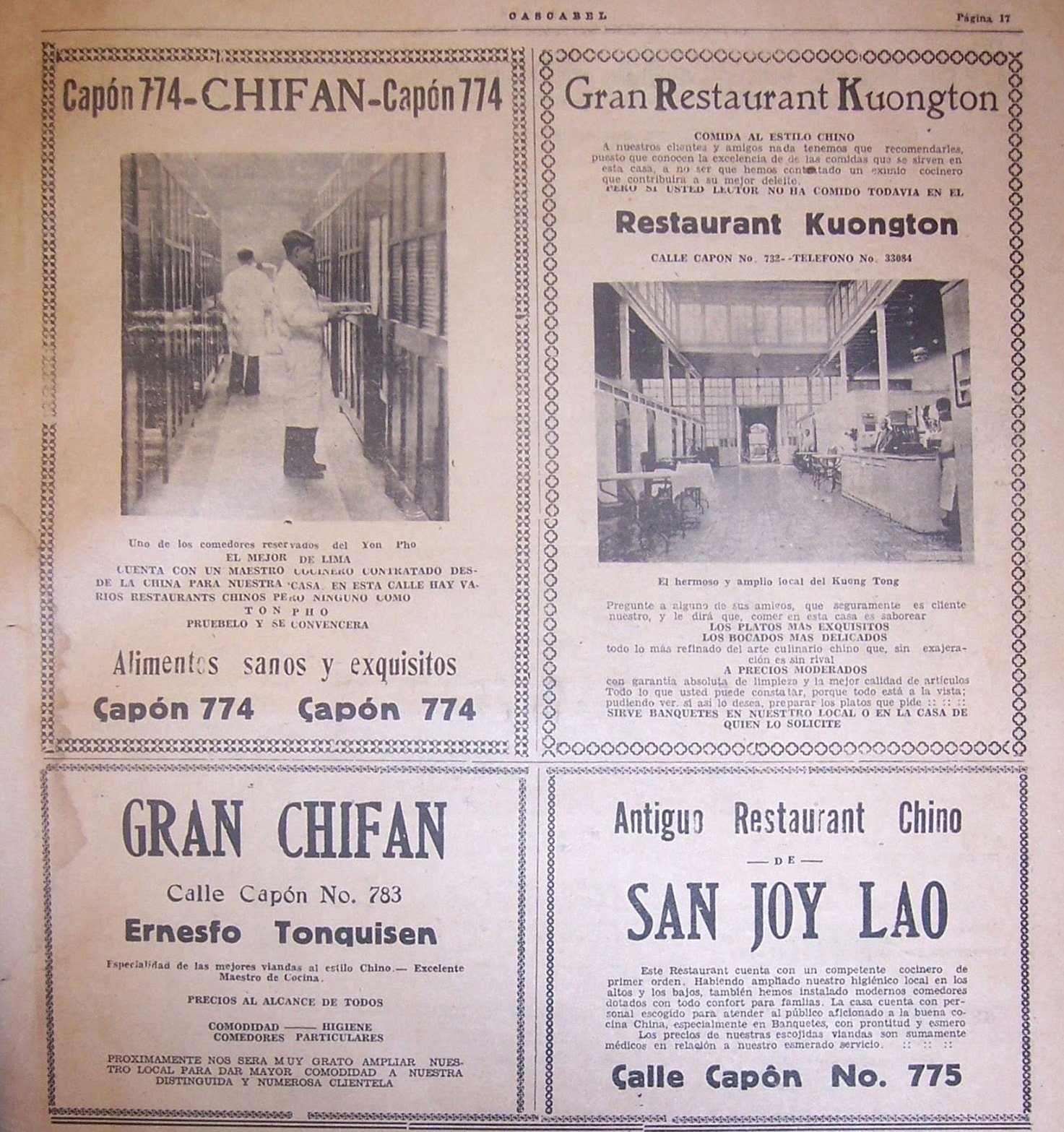
Anuncios en la revista Cascabel de restaurantes chifas en la calle Capón de Lima: Chifán Ton Pho, Gran Restaurant Kuongton (o Kuong Tong), Gran Chifán Ernesto Tonquisen (o E. Tonqui Sen) y San Joy Lao.

Los documentos más antiguos que dan cuenta de su funcionamiento datan de los años 1863 y 1874, en las ciudades de Camaná y Huánuco, respectivamente. En Lima los primeros chifas se concentraron en la calle Capón. El primer chifa de la capital peruana fue inaugurado formalmente el año 1921, fue conocido como «Kuong Tong» (Cantón), y allí se acuñó el término «taypá»; perteneció al adinerado peruano Juan Iglesias o Chan Kay Chu, fundador del Tayouc Club y Cónsul de la China en Perú, estuvo ubicado en la citada calle Capón, que por ese entonces ya se conocía como el Barrio Chino de Lima. Los primeros chifas limeños se convirtieron rápidamente en puntos de encuentro social de comerciantes y trabajadores chinos. Para atraer mayor clientela, recargaron la decoración de los locales utilizando ornamentos asiáticos y ofreciendo espectáculos musicales.
En 1934 abre sus puertas el renovado San Joy Lao (“Entre los cerros y el mar”), que alcanzaría gran renombre, aunque ya venía funcionando desde 1911 como un pequeño negocio familiar. Luego le siguieron el Tonquin Sen, Ton Pho (que tomó el nombre de un antiguo poeta chino), el Kam Lin y el Men Yut (”Luna Clara”), entre otros.

### Expansión en Perú
Las clases altas limeñas quedaron maravilladas con la salsa agridulce, el arroz chaufa, las suaves sopas y otras preparaciones de esta cocina milenaria. También a partir de ahí, el ama de casa incorporó a sus menús el uso del kión (jengibre), el sillao (salsa de soja), el jolantao, la cebollita china, la col china, el pakchoy y otros ingredientes chinos que se han incorporado a la mesa diaria limeña. La comida chifa se hizo popular y de alto consumo, posteriormente en la capital y departamentos del país surgieron locales que vendían este tipo de comidas, los conocidos "chifas".
Entre los años 1940 y 1960 los chifas lograron su gran expansión por todo Lima. En 1950 se publicó el primer recetario de comida «chifa» dentro de un recetario de comida criolla y repostería peruana.

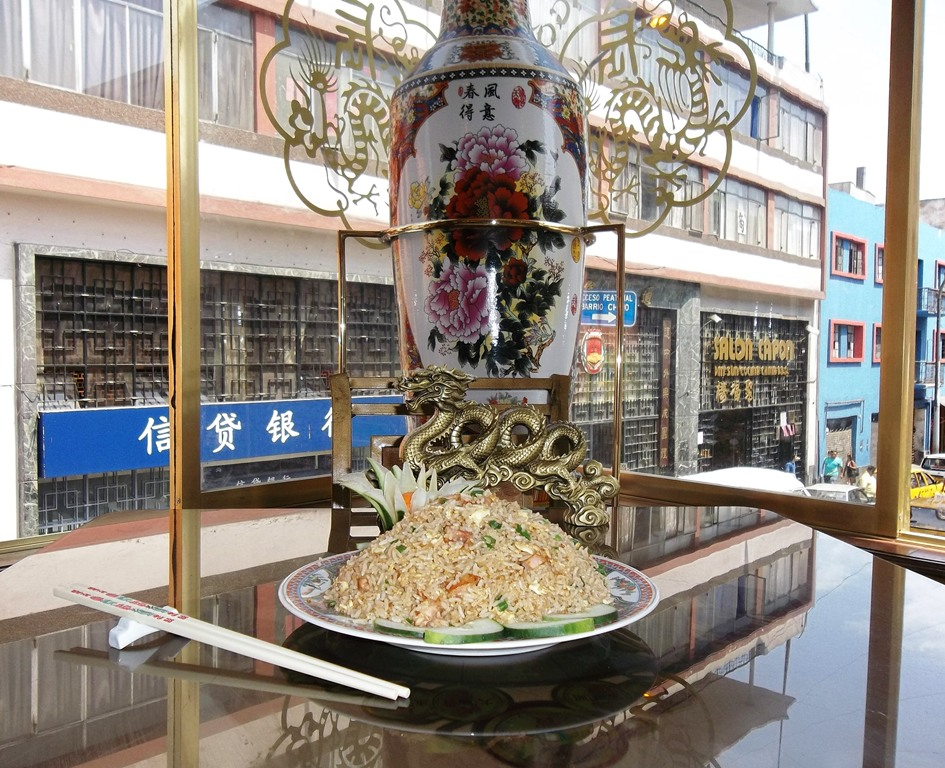
Un arroz chaufa en el chifa Ton Kin Sen de la calle Capón.

A modo ilustrativo existen diferentes crónicas sobre el desarrollo de los chifas en Lima, capital del Perú, como por ejemplo la siguiente:

¿Por qué se llama capón el barrio de los chinos, anexo al Mercado Central de la capital? Porque en el jirón Ucayali, centro de beneficio de animales de mesa, se capaba chanchos, toros, carneros y chivos, para que engordaran y fuesen más apetitosos. Muy cerca de la calle Capón se abría un corralón conocido como Otaiza, que fue rentado por un grupo de chinos liberados de la contrata, libres para trazar su propio horizonte con lo que mejor sabían hacer: cocinar y vender cosas (...) Capón, ámbito de castración, se convirtió en la cuna de la comida china y de los primeros chifas peruanos, una bendición del cielo. Pronto toda Lima va a comer al Ton Kin Sen, al Thon Po, al Men Yut, al San Joy Lao, donde además se bailaba con orquesta en vivo (...) En algún momento, nadie sabe cuándo, los restaurantes chinos habían comenzado a llamarse chifas. Para algunos un derivado de ni chi fan (¿ya comiste?). Luego vendría el chau fan (arroz frito). Y, finalmente, el chaufa, amante que acompaña a casi todos los platos chiferos.
León, R., 2007 pp.134-136.

Como se desprende, la historia del chifa se encuentra vinculada al desarrollo del Barrio Chino de Lima, fundado en condiciones insalubres pero que con el transcurrir de los años se ha convertido en un foco de interés cultural, artístico, comercial y, especialmente, gastronómico. Este barrio está ubicado en la calle Capón, en los Barrios Altos, muy cerca del centro histórico de Lima.

### Expansión internacional

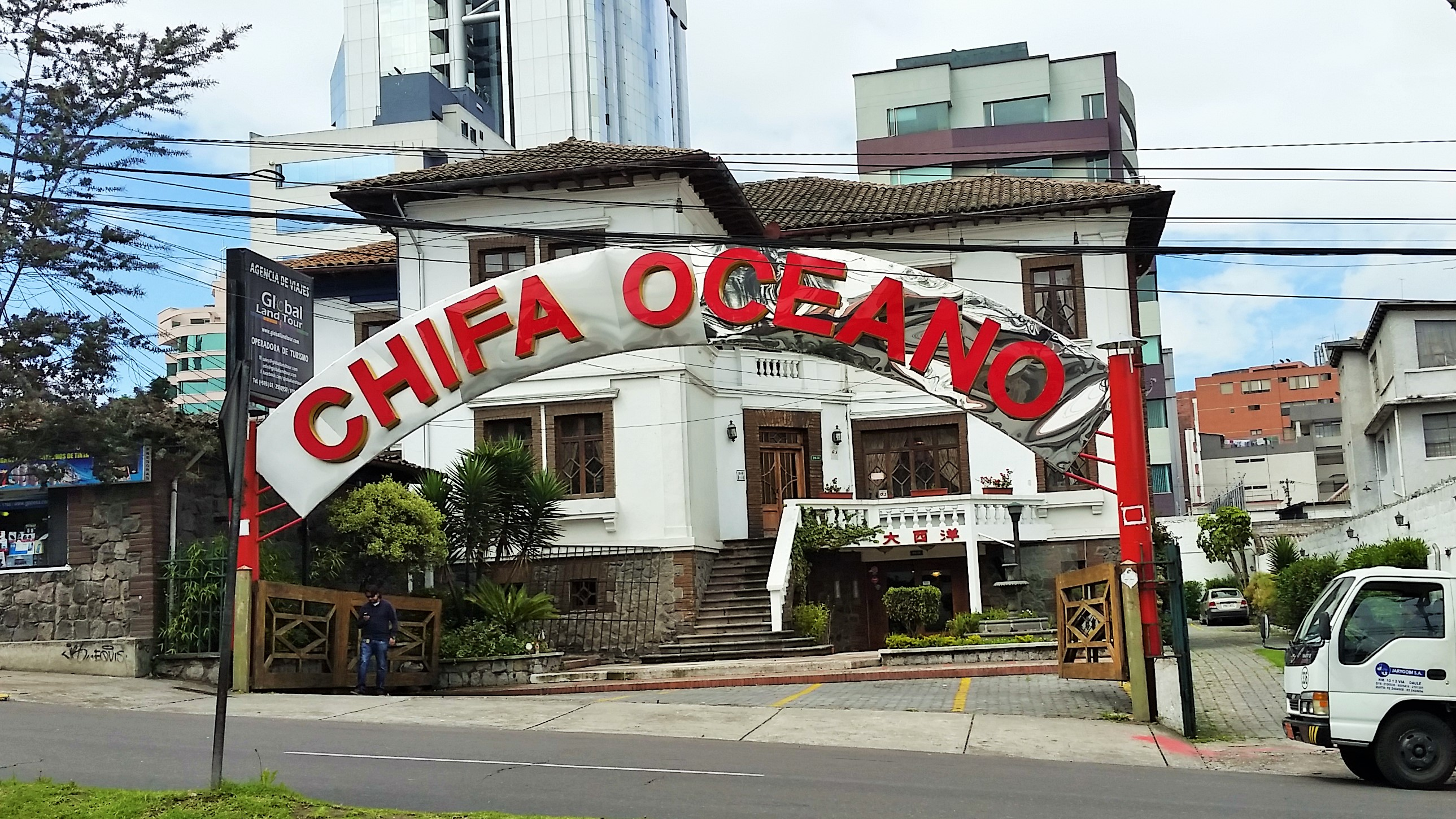
Un chifa en Quito (Ecuador)

Con el auge internacional de la gastronomía peruana, la comida chifa se viene expandiendo hacia otros países de la región. Asimismo, la cercanía con Perú y la presencia reciente de migrantes peruanos, y franquicias de empresas peruanas, como por ejemplo la cadena de comida rápida «China Wok», ha permitido la apertura de chifas en Bolivia, con las mismas características gastronómicas y sociales que en Perú. También se puede encontrar chifas en Chile, Brasil, Argentina, Ecuador, Colombia, EE. UU. y España.

## Servicio

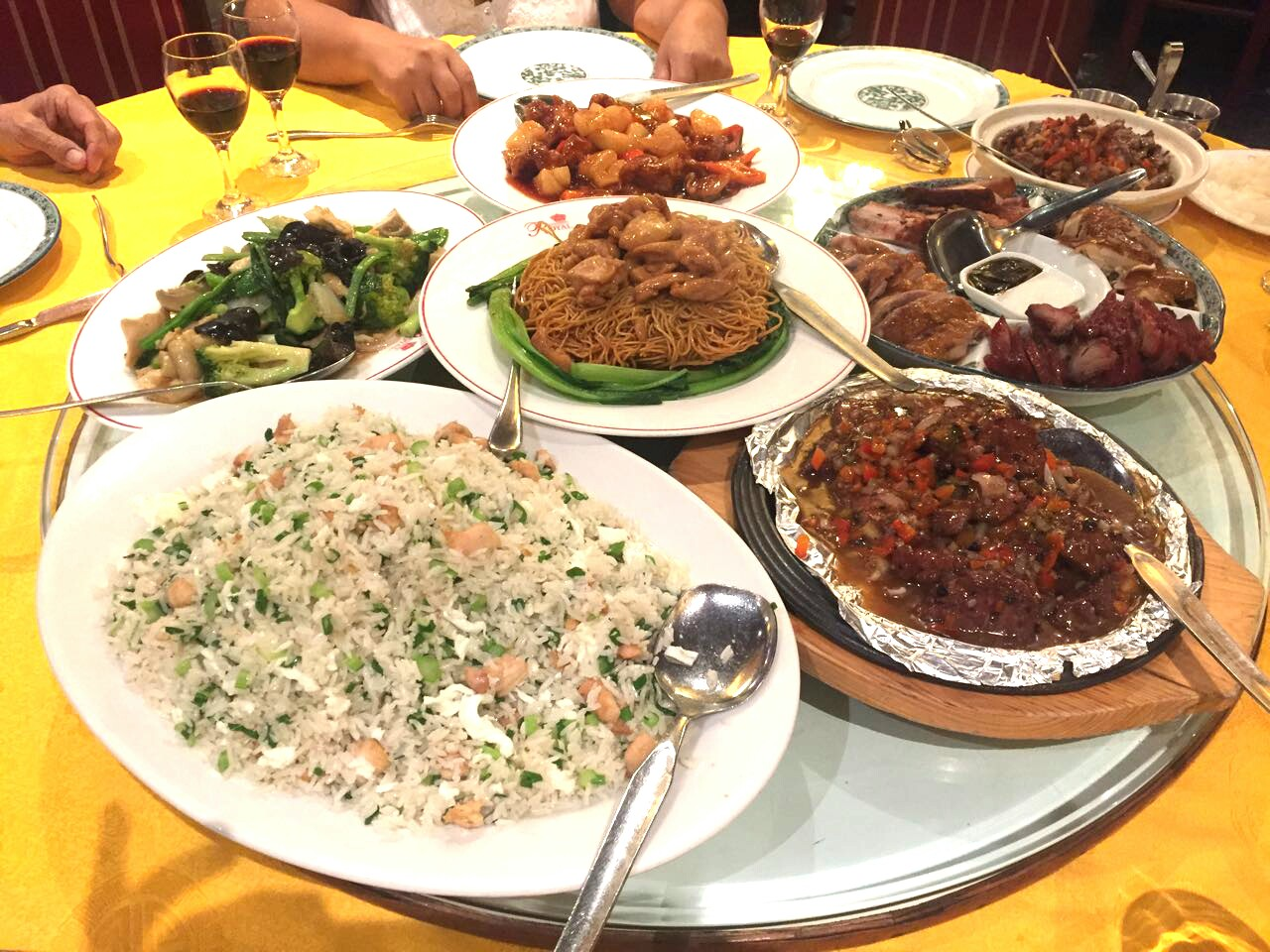
Bandeja giratoria donde se presentan diversas fuentes para el servicio en un chifa de Lima.

Durante la primera mitad del siglo XX, la cocina chifa se consolidó en el gusto de los comensales peruanos; así los restaurantes chifas se convirtieron en lugares imprescindibles para celebrar un acontecimiento familiar, confraternizar o concertar negocios. El chifa en el Perú forma parte de todos los estratos socioeconómicos, siendo posible encontrar desde chifas de alto nivel hasta los populares «chifas de barrio» o «chifa al paso». Para 2007 se calcula que solo en la ciudad de Lima existían entre cuatro y cinco mil chifas.
El servicio en los chifas ha ido evolucionando. De forma tradicional los platos se sirven en fuentes y los comensales toman la porción deseada; también existen chifas Bufé y otros que tienen servicio de menú, con lo cual la forma del servicio es de manera individual, con platos de consumo personal. Por otro lado, se siguen ofreciendo palillos chinos para la degustación de los platos como forma alternativa y tradicional al tenedor.
El concepto de local de reuniones sociales y la gran cantidad de chifas y «chifas al paso» hace innecesaria la opción de servicio de delivery de este tipo de restauración.

### Chifa al paso

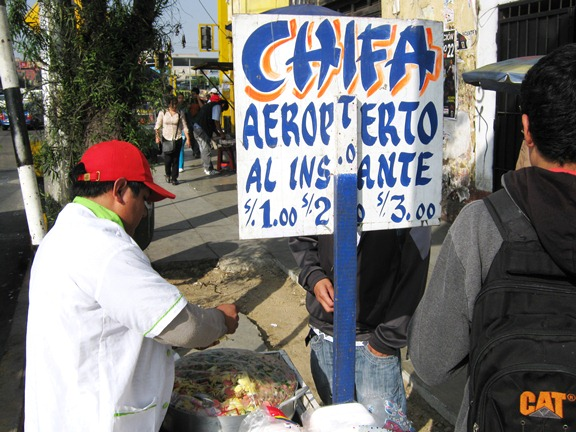
Chifa al paso: puesto ambulante de comida chifa.

Un «chifa al paso» es un puesto ambulante que elabora platos de cocina chifa, sobre todo los más populares y acequibles, como arroz chaufa, tallarín saltado y sopa wantán. Están distribuidos en las grandes ciudades de la costa y sierra peruana. En su mayoría son carritos o triciclos informales, que llevan una olla con la comida ya elaborada que distribuyen a los comensales. El cocinero y distribuidor suele ser una persona que previamente ha trabajado en un chifa como mozo, ayudante o cocinero. También existen chifas al paso a modo de restaurantes itinerantes, que se instalan en carpas, y otros integrados a supermercados o como parte de ferias gastronómicas.